# Gert Jan Schlatmann
Gert Jan Schlatmann (ur. 6 grudnia 1963 w Bloemendaal) – holenderskI hokeista na trawie. Brązowy medalista olimpijski z Seulu.
Występował w pomocy lub ataku. W reprezentacji Holandii zagrał 50 razy(14 goli) w latach 1986–1988. Zawody w 1988 były jego jedynymi igrzyskami olimpijskimi. Brał udział w rozgrywkach Champions Trophy, w 1987 został mistrzem Europy.